# Hjuldamperen Ægir
Ægir var en hjuldamper med jernskrog, bygget af Fairbain & Co. i Millwall ved Themsen i det østlige London, som 1841 købtes af den danske flåde og dermed var den første danske kanonbåd i jern.
Hjuldamperen ankom 12. oktober 1841 til København, ført af kaptajn Hans Carl Bodenhoff.
Skibet førtes senere af Edouard Suenson og anvendtes 1842-56 af Christian 8. og Frederik 7. som dansk kongeskib til kortere rejser.
Ægir var 1857-62 udlånt til postvæsenet, som postbåd.
I perioden 10. juni - 8. oktober 1864 fungerede skibet igen som orlogsfartøj.
Det anvendtes i 1860 og igen 1864-71 til opmåling af danske farvande.
Den 5. december 1871 udgik skibet af flådens tal og udrangeredes til ophugning året efter, ved salg til Petersen & Albeck, Københavns Sydhavn.

## Eksterne links
- Ægir (1841-1871) - navalhistory.dk
- Ægir - jmarcussen.dk
- Hans Carl Bodenhoff - Den Store Danske
- Kongeskibet Dannebrog og andre kongeskibe Arkiveret 5. marts 2016 hos  Wayback Machine (maleri af C.W. Eckersberg)